# Epiblema alishana
Epiblema alishana es una especie de polilla del género Epiblema, familia Tortricidae.
Fue descrita científicamente por Kawabe en 1986.

## Distribución
Se encuentra en Taiwán.